# Коптяевская (Вологодская область)
Коптяевская — деревня в Верховажском районе Вологодской области.
Входит в состав Нижне-Важского сельского поселения (до 2015 года входила в Терменгское сельское поселение), с точки зрения административно-территориального деления — в Терменгский сельсовет.
Расстояние по автодороге до районного центра Верховажья — 14,3 км, до деревни Куколовской — 5,5 км. Ближайшие населённые пункты — Стиховская, Мотовилово, Каличье, Коровино.
По переписи 2002 года население — 41 человек (17 мужчин, 24 женщины). Всё население — русские.